# Jorge Bolaños
Jorge Washington Bolaños Carrasco (26 giugno 1944 – 24 maggio 1996) è stato un calciatore ecuadoriano, di ruolo centrocampista. Era soprannominato "El Pibe de Oro".

## Biografia
Bolaños è morto per una neoplasia provocatagli dall'inalazione dei gas della sua officina metallurgica.

## Caratteristiche tecniche
Era un centrocampista di talento, abile e efficace nel controllo del pallone e dal dribbling imprevedibile, abilità con cui riusciva a irretire gli avversari. Non amava seguire gli schemi tattici e i suoi allenatori come Francisco Paternoster gli lasciavano libertà di azione.

## Carriera

### Club
Formatosi nel El sagrario, venne notato da José Vicente Balseca che lo volle all'Emelec, entrando a far parte della squadra il 28 giugno 1958, dove formò con i compagni di squadra Raffo, Raymondi, Ortega e lo stesso Balseca il quintetto noto come i "Cinco Reyes Magos". Venne lanciato in prima squadra dall'argentino Eduardo Spandre.
Tra il 1962 e il 1963 destò l'interesse del calcio internazionale: vicini al giocatore furono infatti gli argentini del River Plate e gli italiani del Milan, ma a parte un provino con i los Millonarios a Buenos Aires con la terza squadra, Bolaños rimase all'Emelec sino al 1969, vincendo due campionati nazionali nel 1961 e 1965.
Il 22 marzo 1967 giocò nella prima vittoria esterna dell'Emelec nella Coppa Libertadores, la massima competizione sudamericana per club, 2-1 contro i cileni dell'Universidad Católica, grazie alla doppietta di Jaime Delgado.
Dopo un trasferimento di facciata all'América de Quito, passò ai rivali del Barcelona SC con grande disappunto dei tifosi dell'Emelec.
Formò con Juan Manuel Basurco e Alberto Spencer la colonna portante del Barcelona, vincendo due campionati nel 1970 e 1971.
L'esperienza al Barcelona sarà intermezzata da un ingaggio in America del Nord per giocare nella North American Soccer League 1973 con gli statunitensi del Miami Toros, impegnati nella North American Soccer League, con cui chiude il torneo al terzo ed ultimo posto al terzo posto nella Eastern Division.
Lasciò il Barcelona nel 1976, per poi tornare brevemente a giocare con il Nueve de Octubre e il LDE Guayaquil prima del ritiro definitivo.

### Nazionale
Entrò nel giro della nazionale ecuadoriana a soli sedici anni di età per volontà del tecnico uruguaiano Juan López Fontana.
Partecipò con la sua nazionale al Campeonato Sudamericano de Football 1963, in cui segnò due reti, ottenendo il sesto e penultimo posto.
Faceva parte della rosa che sfiorò la qualificazione al campionato mondiale di calcio 1966, persa solo allo spareggio decisivo contro il Cile il 12 ottobre 1965.

## Palmarès
- Campionato ecuadoriano: 4

Emelec: 1961, 1965
Barcelona: 1970, 1971